# Hunstanton
Hunstanton är en stad och en civil parish i King's Lynn and West Norfolk i Norfolk i England. Orten har 4 961 invånare (2001).